# راي فيشر
راي فيشر (بالإنجليزية: Ray Fisher)‏ هو لاعب كرة قدم أمريكية ولاعب كرة القدم الكندية أمريكي، ولد في 12 سبتمبر 1987 في كليفلاند في الولايات المتحدة.

## وصلات خارجية
- راي فيشر على موقع JustSportsStats.com (الإنجليزية)